# Етнобібліотека
Етнобібліотека — громадська бібліотека у Подільському районі Києва.

## Адреса
04215 м.Київ проспект Свободи, 15/1. Телефон (044) 434-30-22

## Опис
Площа приміщення бібліотеки — 575,0 м², бібліотечний фонд — 25,7 тис. примірників. Щорічно обслуговує 4,8 тис. користувачів, кількість відвідувань за рік — 24,5 тис., документовидач — 98,2 тис. примірників.
Сьогодні бібліотека це інформаційний, культурно-просвітницький та дозвільний центр мікрорайону, який обслуговує користувачів різних вікових категорій.
Співпрацює з гімназією № 257 «Синьоозерна», фінансовим ліцеєм, ЗНЗ № 193, соціальним центром «Крок за кроком».
Бібліотека організовує розгорнуті книжкові виставки, зустрічі, експонує виставки робіт художників-аматорів. В приміщенні бібліотеки обладнано інтернет-центр, що надає читачам змогу скористатись безкоштовним доступом до мережі Інтернет.
Надаються послуги ВСО і МБА.

## Історія
Бібліотека відкрита 20 червня 1986 року як центр популяризації літератури «братніх» народів, тобто народів колишнього СРСР, серед киян. Відповідно до радянської ідеологічної доктрини вона отримала за назву пропагандистське кліше — «Дружби народів». Її завданням було здійснення бібліотечно-бібліографічного, інформаційного обслуговування багатонаціональних виробничих колективів, студентів, читачів, які цікавились економікою, наукою й культурою різних народів.
9 листопада 2023 року Київрада своїм рішенням перейменувала бібліотеку на Етнобібліотеку. Причиною перейменування була кампанія деколонізації, що активізувалася після початку широкомасштабного воєнного вторгнення Росії в Україну.